# Nils Blomén
Nils Arne Blomén, född 14 maj 1927 i Högbo församling, Gävleborgs län, död 15 januari 1998 i Sandviken, var en svensk fotbollsspelare.
Blomén kom upp i Sandvikens AIK, där han var en av Norrlands mest lovande anfallare, och gick 1951 till lokalkonkurrenten Sandvikens IF. Våren 1953 värvades han till allsvenska Gais, men han lyckades inte ta någon plats i det starka Gaislag som vann SM-guld säsongen 1953/1954 utan gjorde bara en enda allsvensk match för göteborgarna innan han återvände till Sandvikens AIK sommaren 1954.